# Швальмталь (Нижний Рейн)
Швальмталь (нем. Schwalmtal) — община в Германии, в земле Северный Рейн-Вестфалия.
Подчиняется административному округу Дюссельдорф. Входит в состав района Фирзен. Население составляет 19 012 человек (на 31 декабря 2010 года). Занимает площадь 48,11 км².
Коммуна подразделяется на 2 сельских округа.
Своё название — Швальмталь (рус. долина Швальма), коммуна получила по названию реки Швальм, на которой она расположена.